# 李思悦
李思悦（1531年—？），字子傳，號仰山。广东潮州府海陽縣（今潮安县龙湖寨）人，同進士出身。

## 生平
嘉靖三十四年乙卯科广东乡试第三十四名举人，三十五年（1556年）登丙辰科会试七十名，廷试三甲一百五十七名同进士。兵部观政，授直隶无锡县知县，三十八年改知浙江嚴州府寿昌縣，四十一年升應天府通判，四十四年升南京户部主事，四十五年官至南京户部郎中。

## 家族
曾祖李大受，以長子李春芳貴封御史。祖父李春蕃，典膳。父李一庄为嘉靖十六年（1537年）廣東鄉試举人，官通判，封南京户部郎中。母池氏，封太宜人。兄李思寅为嘉靖四十四年（1565年）乙丑科同进士，弟李思振为万历十七年（1589年）己丑科同进士。

## 著作
知寿昌县时，曾纂修万历《寿昌县志》12卷。该书现藏于中国国家图书馆。